# Eleutherodactylus laticorpus
Eleutherodactylus laticorpus là một loài ếch trong họ Leptodactylidae.
Nó được tìm thấy ở Panama và có thể cả Colombia.
Môi trường sống tự nhiên của nó là các khu rừng vùng núi ẩm nhiệt đới hoặc cận nhiệt đới.